# Proconura emarginata
Proconura emarginata är en stekelart som först beskrevs av Roger Roy och Farooqi 1984.  Proconura emarginata ingår i släktet Proconura och familjen bredlårsteklar. Inga underarter finns listade i Catalogue of Life.